# Lam Lagang
Lam Lagang is een bestuurslaag in het regentschap Banda Aceh van de provincie Atjeh, Indonesië. Lam Lagang telt 4465 inwoners (volkstelling 2010).